# Kilmory, Knapdale
Kilmory är en by på Kilmory Burn i South Knapdale, Knapdale, Argyll and Bute, Skottland. Byn är belägen 20 km från Lochgilphead. Orten hade 81 invånare år 1961. Det har ett kapell.